# Caballo viejo (telenovel·la)
Caballo viejo es una telenovel·la colombiana produïda per Caracol Televisión, escrita per Bernardo Romero Pereiro i emesa a partir del 8 de febrer de 1988, protagonitzada pel veterà actor Carlos Muñoz i Silvia de Dios.
Els enregistraments de la telenovel·la van començar el 14 de desembre de 1987 a la Regió Carib i van finalitzar el 20 de maig de 1988 amb 250 episodis produïts.

## Sinopsi
Ambientada a la Regió Carib colombiana dels anys cinquanta, en una poble fictici anomenat San Jerónimo de los Charcos, a la vora del Riu Sinú, va ser gravada en el municipi de Cereté, Córdoba. Caballo viejo narra la història del cavaller extravagant Epifanio del Cristo Martínez (Carlos Muñoz), un home ric en la cinquantena, amb una rutina establerta: els seus negocis, les tertúlies amb els seus amics i el seu coqueteig amb Yadira "L'Ardiente" (una bella vídua del poble), fins que a la seva casa arriba la seva neboda Nora Márquez (Silvia de Dios), una bella jove de la que s'enamora. Contràriament al que s'espera, Nora li correspon.
Enamorat de la bella Nora està el jove Valditrudis, qui per pur amor acceptarà ser el perdedor en la conquesta del cor de la noia. Fins que un dia, Epifanio acudeix a Bogotà a fer-se unes anàlisis mèdiques que revelen que el seu estat de salut és molt precari i decideix trencar amb la seva afable vida a San Jerónimo. Llàstima que Nora no està disposada a perdre al seu oncle i enamorat.

## Repartiment
- Carlos Muñoz †... Epifanio del Cristo Martínez
- Consuelo Luzardo...Séfira Del Carmen Martínez " Cena Martínez"
- Silvia de Dios... Nora Márquez
- Yuldor Gutiérrez ... Valditrudis
- Maria Cecilia Botero... Yadira "La Ardiente"
- Luis Eduardo Arango... Reencarnación Vargas
- Margalida Castro ... Adrina Pérez "La Siete lenguas"
- Carlos de la Fuente ... Aniceto Simancas
- Gustavo Londoño ... Eustaquio Pinedo
- Patricia Maldonado ... Natalia Márquez
- Gustavo Angarita... Santiesteban Bonfante
- Carolina Trujillo... Victoria Pinedo
- Norma Constanza... Sebastiana Rodríguez
- Fernando Villate... Santiago "El Hermoso"
- Leonardo Acosta... Tránsito Rodríguez
- Julio Echeverri

## Premis

### Premis India Catalina
- Millor història i llibret original de telenovel·la: Bernardo Romero Pereiro
- Millor actriu de repartiment de telenovel·la o sèrie: Consuelo Luzardo
- Millor Ambientació: Mónica Marulanda

### Premis Simón Bolívar
- Millor Telenovel·la
- Millor Llibrets: Bernardo Romero Pereiro
- Millor Actriu: Consuelo Luzardo
- Millor Actor: Carlos Muñoz
- Millor Tècnica

### Premis Ondas (Espanya)
- Millor Telenovel·la[2]

### Premi Gamma
- Millor Actriu: Consuelo Luzardo

## Altres versions
En 1998 Venevisión fa una versió per a Veneçuela d'aquesta telenovel·la, amb el nom de Enséñame a querer. Dirigida per Leonardo Galvis i Alberto Lamata.
El nom i argument d'aquesta telenovel·la ve del titulo d'una cançó escrita per Simón Díaz (Veneçolà) que és considerada un clàssic de la música i ha estat versionada per grans artistes, com Ray Connif, Julio Iglesias, Gilberto Santa Rosa, i altres.